# Teresa Ciszkiewiczowa

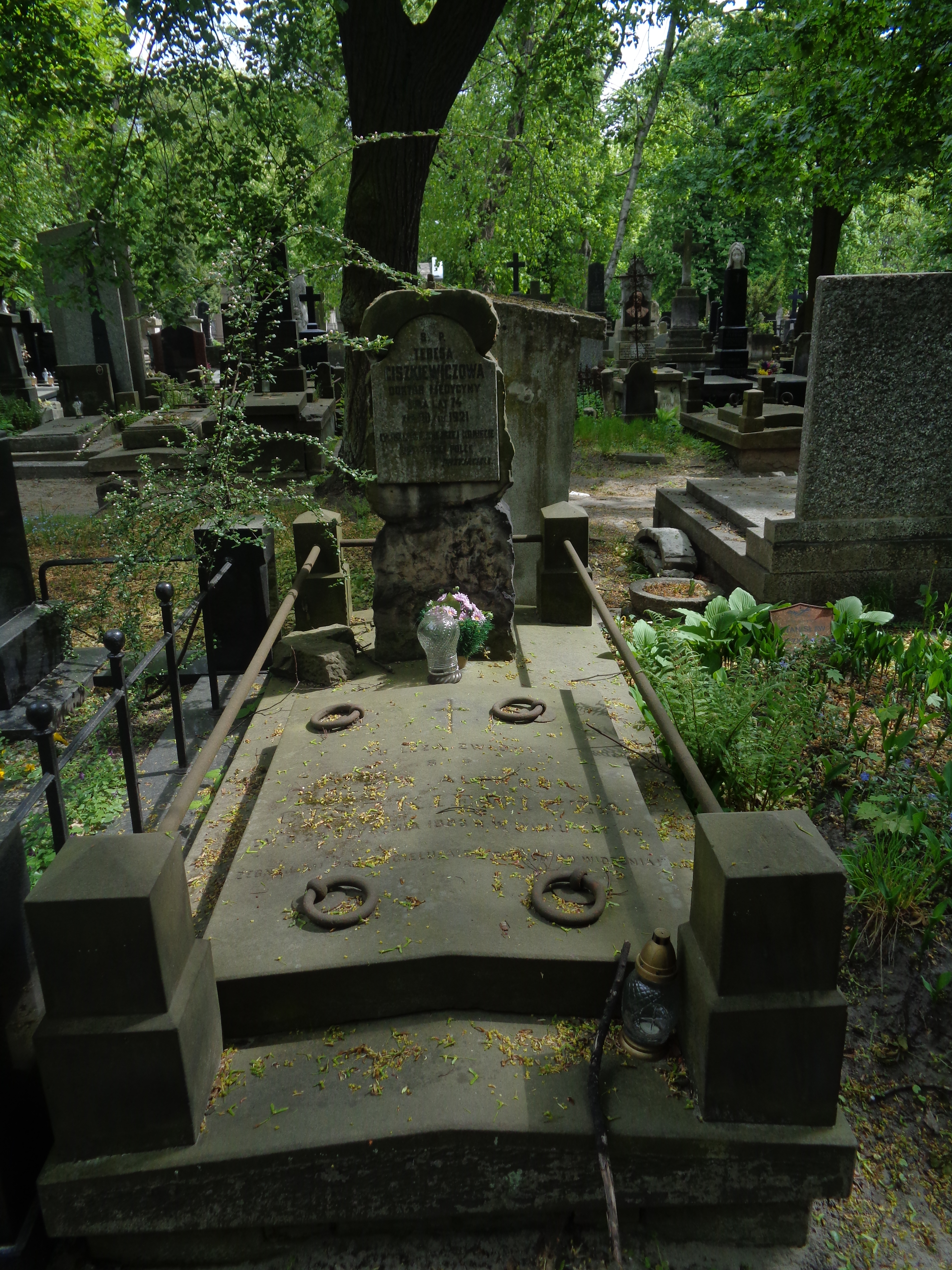
Grób Teresy Ciszkiewicz na cmentarzu Powązkowskim w Warszawie

Teresa Ciszkiewiczowa (ur. 1848 w Niewieznikach, zm. 21 kwietnia 1921 w Warszawie) – polska lekarka, działaczka oświatowa, polityczna i kobieca.

## Życiorys
Córka Jarosława i Zofii z Wołodków. Urodziła się w majątku rodzinnym Niewiezniki, w ziemi kowieńskiej. Początkowo naukę pobierała w domu rodzicielskim. Jako 15-latka wzięła udział w powstaniu styczniowym: dowoziła broń, korespondencję i żywność do oddziałów powstańczych. Wykształcenie średnie zdobyła w Rydze. W 1873, wbrew woli rodziców, wyjechała na studia medyczne do Berna w Szwajcarii. W 1879 otrzymała dyplom lekarski. Do 1883 pracowała jako asystentka w katedrze chemii fizjologicznej prof. Neckiego. W 1883 powróciła do kraju i nostryfikowała dyplom lekarski w Petersburgu. Zamieszkała w Warszawie, gdzie prowadziła praktykę ginekologiczną. Była pierwszą kobietą lekarzem w Polsce, ale - jako, że nie zgodziła się nostryfikować dyplomu w języku rosyjskim - nie jest wymieniana jako ta pierwsza. Wzięła ślub z kuzynem, architektem Alfredem Ciszkiewiczem. Brała aktywny udział w pracy patriotyczno-społecznej. Podczas studiów w Szwajcarii należała do Ligi Polskiej, a potem do Ligi Narodowej. Należała do pionierek ruchu emancypacyjnego w Polsce. Była aktywna m.in. w Kole Kobiet Korony i Litwy. Od 1899 działała w Towarzystwie Oświaty Narodowej. Była członkiem Zarządu Związku Unarodowienia Szkół. Jednocześnie działała w Polskiej Macierzy Szkolnej. Opuściła Ligę Narodową w 1908 nie zgadzając się na zmianę linii politycznej ruchu narodowo-demokratycznego wobec Rosji i protestując przeciwko stanowisku zajętemu przez Romana Dmowskiego wobec strajku szkolnego.
Współzałożycielka w 1913 i działaczka Ligi Kobiet Polskich Pogotowia Wojennego. Podczas I wojny światowej działała na rzecz Legionów Polskich i współpracowała z Departamentem Wojskowym NKN. Po wznowieniu działalności przez Polską Macierz Szkolną włączyła się w jej działalność. Spoczywa na cmentarzu Powązkowskim w Warszawie (kwatera 28 wprost, rząd 2, grób 9).

## Odznaczona
Pośmiertnie odznaczona Krzyżem Niepodległości (1934).